# Reykjanesbær
Reykjanesbær – gmina w południowo-zachodniej Islandii, położone na półwyspie Reykjanes, w regionie Suðurnes. Rozciąga się między północnym wybrzeżem półwyspu nad zatoką Stakksfjörður (część zatoki Faxaflói) a wschodnim wybrzeżem półwyspu. 

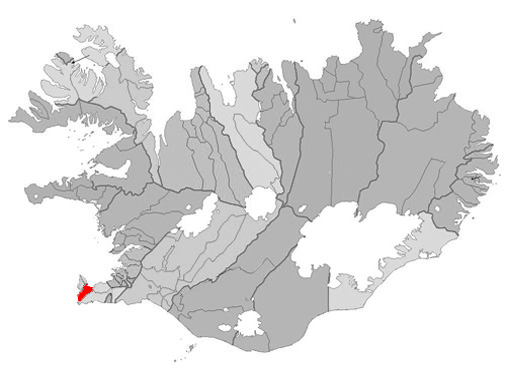
Położenie gminy Reykjanesbær na mapie administracyjnej kraju

Gmina powstała 11 czerwca 1994 roku z połączenia gmin Keflavíkurbær, Njarðvíkurbær i Hafnahreppur obejmujących miejscowości Keflavík, Njarðvík i Hafnir. 
Na początku 2018 r. zamieszkiwało ją 17,8 tys. mieszk. - stanowi piątą pod względem liczby ludności gminę kraju. Ludność gminy koncentruje się w położonych w północnej części gminy miejscowościach Keflavík i Njarðvík, uznawanych w statystykach islandzkich za jeden organizm osadniczy, zamieszkiwany przez 17555 osób (2018). Jedyną większą osadą w pozostałej części gminy jest położona na wschodnim wybrzeżu miejscowość Hafnir (110 mieszk., 2018). W statystyce gminnej przedstawiony jest podział na 4 części (liczba ludności wg stanu na VIII 2018): Keflavík - 8915 mieszk., Njarðvík - 6232 mieszk., Ásbrú - 3382 mieszk. oraz Hafnir - 107 mieszk. Ásbrú to nowa rozwijająca się część gminy, która powstaje na terenie dawnej amerykańskiej bazy wojskowej przy lotnisku w Keflavíku, która została przekształcona w centrum edukacji i rozwoju technologii.
Reykjanesbær należy do islandzkich gmin o znaczącym przyroście ludności - na początku 2015 zamieszkiwało ją 14,9 tys. osób), zatem w ciągu 3 lat przybyło blisko 2,9 tys. mieszk., z czego najwięcej w Ásbrú (około 1,5 tys.). Wzrost ludności związany jest też z napływem obcokrajowców do gminy. W okresie 2015 odsetek cudzoziemców w gminie wzrósł z około 10,7% (marzec 2015) do 23,6% (sierpień 2018). Atrakcyjność gminy wynika z jej korzystnego położenia - w sąsiedztwie głównego międzynarodowego portu lotniczego kraju (jego terminale zlokalizowane są na terenie gminy) oraz bliskości stolicy kraju Reykjavíku, z którą połączona jest drogą nr 41.